# Agabus alinae
Agabus alinae là một loài bọ cánh cứng trong họ Bọ nước. Loài này được Lafer miêu tả khoa học năm 1988.